# Magnus Olavi
Magnus Olavi (Gevalensis, Buraeus), född i Gävle, död 1588 i Söderköping, var en svensk präst.

## Biografi
Magnus Olavi föddes i Gävle. Han blev 1571 student vid Uppsala universitet och samma år rektor vid Katedralskolan i Linköping. Magnus Olavi blev 1574 kyrkoherde i S:t Laurentii församling, Söderköping. Han avled 1588.